# Champernowne-Zahl
Die Champernowne-Zahl ist eine reelle Zahl aus dem Bereich der Zahlentheorie. Benannt ist sie nach dem Mathematiker David Gawen Champernowne, der 1933 damit erstmals die explizite Konstruktion einer normalen Zahl publizierte. Die dezimale Ziffernfolge ist die Folge A033307 in OEIS. Kurt Mahler zeigte 1937, dass es sich dabei um eine transzendente Zahl handelt.

Die ersten 161 Quotienten des Kettenbruches. Die 4., 18., 40. und 101. Stelle fehlen, da sie wertmäßig sehr groß sind.

Sie wird gebildet durch das „Aneinanderreihen“ der natürlichen Zahlen als Nachkommastellen. Vor dem Komma steht eine Null.
Im Dezimalsystem lauten die ersten Stellen der Champernowne-Zahl:
{\displaystyle C_{10}=0{,}12345678910111213141516\ldots }
Sie kann auch als Reihe ausgedrückt werden:
{\displaystyle C_{10}=\sum _{n=1}^{\infty }\sum _{k=10^{n-1}}^{10^{n}-1}{\frac {k}{10^{kn-9\sum _{j=0}^{n-1}10^{j}(n-j-1)}}}}

## Darstellung als unendlicher Kettenbruch
Die Champernowne-Zahl {\displaystyle C_{10}} ist, wie schon erwähnt wurde, transzendent, also erst recht irrational. Daher ist der Kettenbruch, der diese Zahl darstellt, ein unendlicher Kettenbruch. Weil {\displaystyle C_{10}} keine quadratische Irrationalzahl ist, ist der unendliche Kettenbruch nicht periodisch. Die Darstellung der Champernowne-Zahl {\displaystyle C_{10}} als unendlicher Kettenbruch weist in der Folge der Quotienten im dezimalen System große Sprünge auf, wo auf mehrere sehr kleine Quotienten sehr große folgen. Sie lautet:
{\displaystyle C_{10}=0+{\cfrac {1}{8+{\cfrac {1}{9+{\cfrac {1}{1+{\cfrac {1}{149083+{\cfrac {1}{\ddots }}}}}}}}}}}
In der mathematisch üblichen Notation für reguläre Kettenbrüche geschrieben, lautet die Kettenbruchentwicklung (Folge A030167 in OEIS):
{\displaystyle C_{10}=[0;8,9,1,149083,1,1,1,4,1,1,1,3,4,1,1,1,15,4575401113910310764836466282429561185996039397104575550006620043930902626592563149379532077471286563138641209375503552094607183089984575801469863148833592141783010987,6,1,1,21,1,9,1,1,2,3,1,7,2,1,83,1,156,4,58,8,54,\ldots ]}
Der Wert an der 19. Position hat 166 Stellen. Der nächste sehr große Wert findet sich an der 41. Position und hat 2504 Stellen. Da Kettenbrüche vor allem dazu verwendet werden, „gute Näherungsbrüche“ für irrationale Zahlen zu finden, bedeuten diese großen Werte in der Kettenbruchentwicklung, dass man die Champernowne-Zahl {\displaystyle C_{10}} äußerst gut annähern kann, wenn man vor diesen großen Werten abbricht. Wenn man den Kettenbruch z. B. an der 4. Position abbricht (also vor dem Wert 149083), erhält man als Näherungsbruch:
{\displaystyle C_{10}\approx [0;8,9,1]=0+{\cfrac {1}{8+{\cfrac {1}{9+{\cfrac {1}{1}}}}}}={\frac {10}{81}}=0{,}{\overline {123456790}}}
Er stimmt mit der Champernowne-Zahl {\displaystyle C_{10}} schon auf 7 Stellen nach dem Komma überein. Wenn man den Kettenbruch an der 18. Position abbricht (also vor dem 166-stelligen Wert an der 19. Position), ergibt sich als Näherungsbruch:
{\displaystyle C_{10}\approx [0;8,9,1,149083,1,1,1,4,1,1,1,3,4,1,1,1,15]={\frac {60499999499}{490050000000}}=0{,}123456789{\overline {101112\ldots 96979900010203040506070809}}}
Er stimmt mit der Champernowne-Zahl {\displaystyle C_{10}} schon auf 186 Stellen nach dem Komma überein.

## Champernowne-Primzahlen
Schneidet man die Champernowne-Zahl {\displaystyle C_{10}} an der {\displaystyle n}-ten Stelle nach dem Komma ab und macht daraus eine ganze Zahl, ergibt sich:
{\displaystyle a_{n}=\lfloor C_{10}\cdot 10^{n}\rfloor }
Die ersten Zahlen, die man so erhält, sind (Folge A252043 in OEIS):
1, 12, 123, 1234, 12345, 123456, 1234567, 12345678, 123456789, 1234567891, 12345678910, 123456789101, 1234567891011, 12345678910111, 123456789101112, 1234567891011121, …
Ist eine solche Zahl eine Primzahl, so heißt sie Champernowne-Primzahl.
Die ersten Champernowne-Primzahlen sind (Folge A176942 in OEIS):
1234567891, 12345678910111, 123456789101112131415161, …
Für die Anzahl der Stellen der ersten Champernowne-Primzahlen ergibt sich (Folge A071620 in OEIS):
10, 14, 24, 235, 2804, 4347, 37735, …
Die achte (noch nicht entdeckte) Champernowne-Primzahl wird mehr als 37800 Stellen haben.